# 17749 Dulbecco
17749 Dulbecco este o planetă minoră (asteroid), cu un diametru de 4,826 km, din centura de asteroizi. A fost descoperită pe 19 februarie 1998 la Circolo Culturale Astronomico di Farra d'Isonzo⁠(d) de Circolo Culturale Astronomico di Farra d'Isonzo⁠(d) și a fost numită după Renato Dulbecco. 
Obiectul prezintă o orbită caracterizată de o semiaxă mare de 2,3942584 UAi, o excentricitate de 0,27, o înclinație de 7,28903 ° în raport cu ecliptica.